# 鮑里斯·尼古拉耶夫斯基

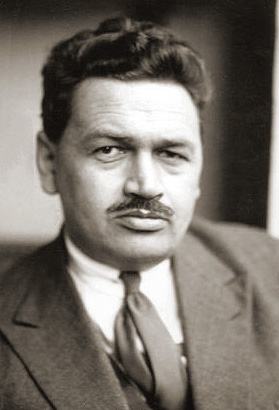
鮑里斯·尼古拉耶夫斯基

鮑里斯·尼古拉夫斯基（俄语：Бори́с Ива́нович Никола́евский，1887年—1966年）是俄羅斯革命家、馬克思主義行動家、檔案和歷史學家，其中在20世紀時成為孟什維克派別中著名的公共知識分子之一。

## 延伸閱讀
- Ladis K. D. Kristof: Russian Review, Vol. 25, No. 3 (Jul 1966), pp. 324–327. JSTOR link

## 外部連結
- Boris I. Nicolaevsky Collection （页面存档备份，存于） at the Hoover Institution Archives （页面存档备份，存于）
- Biography, photo （页面存档备份，存于）（俄文）